# Kap Felt
Kap Felt ist das Nordkap von Wright Island vor der Bakutis-Küste des westantarktischen Marie-Byrd-Lands.
Eine erste Kartierung erfolgte anhand von Luftaufnahmen, die im Januar 1947 im Rahmen der Operation Highjump (1946–1947) entstanden. Das Advisory Committee on Antarctic Names benannte das Kap 1967 nach Admiral Harry D. Felt (1902–1992), Vize-Kommandeur der Einsätze der United States Navy bei der Operation Deep Freeze während des Internationalen Geophysikalischen Jahres (1957–1958).